# Зубово
Зубово (мкд. Зубово) је насеље у Северној Македонији, у крајње југоисточном делу државе. Зубово је у саставу општине Ново Село.

## Географија
Зубово је смештено у крајње југоисточном делу Северне Македоније, близу државне тромеђе са Грчком и Бугарском (10 km југоисточно од села). Од најближег града, Струмице, насеље је удаљено 20 километар источно.
Насеље Зубово се налази у историјској области Струмица. Насеље је положено у средишњем делу Струмичког поља. Сеоски атар је равничарски и цео под ратарским културама. Надморска висина насеља је приближно 210 метара. 
Месна клима је блажи облик континенталне због близине Егејског мора (жарка лета).

## Становништво
Зубово је према последњем попису из 2002. године имало 648 становника.
Већинско становништво у насељу су етнички Македонци (99%).
Већинска вероисповест месног становништва је православље.